# 필리프 탄저
필리프 탄저(독일어: Philipp Tanzer, 1977년 12월 31일 ~ ) 또는 예명 로건 매크리(Logan McCree)는 독일의 포르노 배우로, 주로 게이 분야에서 활동한다. 미국의 포르노 배우 비니 단젤로와 오래 교제하였다.